# Volkmar Lauber
Volkmar Lauber (* 8. Dezember 1944 in Wels) ist ein österreichischer Jurist und Politikwissenschaftler.

## Akademischer Werdegang
Lauber studierte von 1962 bis 1968 Jura und Französisch an der Universität Wien und schloss dieses Studium mit dem Dr. iur. ab. Sein ursprünglicher Berufswunsch war Diplomat. Parallel zum Studium war er zwischen 1966 und 1968 als Akademischer Übersetzer in Französisch tätig. 1968 und 1969 absolvierte er mittels eines Stipendiums Auslandsaufenthalte, wobei er an den beiden in Paris angesiedelten Einrichtungen Institut d’études politiques de Paris und Institut des Hautes Etudes Internationales tätig war. 1970 erhielt er den Master of Laws an der Harvard University und war von 1972 bis 1976 an der University of North Carolina eingeschrieben. 1977 erwarb er ein Ph.D. in Political Science. Anschließend wurde er Juniorprofessor. Nach weiteren Stationen an der  University of South Florida und dem West Virginia Wesleyan College wurde er 1979 Assistant Professor am Johns Hopkins University Bologna Center, wo er "European Studies" lehrte. Von 1980 bis 1982 war er Assistant Professor am West Virginia Wesleyan College. 1982 wurde er schließlich als Universitätsprofessor für Politikwissenschaften an die Universität Salzburg berufen und blieb dies bis zur Emeritierung im Jahr 2013.
In der Forschung war Lauber vor allem im Bereich Energiepolitik tätig, wobei er u. a. zu Klimapolitik, Erneuerbaren Energien sowie Peak Oil forschte. Von besonderer Bedeutung war sein gemeinsam mit dem schwedischen Politikwissenschaftler Stafan Jacobssen verfasster und 2006 im Fachjournal Energy Policy erschienener Aufsatz The politics and policy of energy system transformation - Explaining the German diffusion of renewable energy technology, der bis August 2015 in rund 600 wissenschaftlichen Publikationen zitiert wurde. Seine Lehrtätigkeit umfasste zudem die Vergleichende Politikwissenschaft sowie Public Policy, insbesondere im Bereich Energie und Umwelt.

## Publikationen

### Monographien
- The Political Economy of France. From Pompidou to Mitterrand, Praeger, New York 1983, ISBN 978-0030636912.
- The Politics of Economic Policy. France 1976–1982, Washington D.C. 1983.

### Herausgeberschaft
- Herbert Dachs, Peter Gerlich, Herbert Gottweis, Helmut Kramer, Volkmar Lauber, Wolfgang C. Müller, Emmerich Tálos (Hg.), Politik in Österreich. Das Handbuch, Wien 2006, ISBN 3-214-07680-9.
- Volkmar Lauber (ed.), Switching to Renewable Power. A Framework for the 21st Century, London, Earthscan, 2005, ISBN 978-1844072415.
- Artur Mol, Volkmar Lauber, Duncan Liefferink (eds), The Voluntary Approach to Environmental Policy, Oxford: Oxford University Press 2000.
- Volkmar Lauber (Hg.), Contemporary Austrian Politics, Boulder: Westview Press, 1996, ISBN 978-0813328904.
- Herbert Dachs, Peter Gerlich, Herbert Gottweis, Franz Horner, Helmut Kramer, Volkmar Lauber, Wolfgang C. Müller, Emmerich Talos (Hg.): Handbuch des Politischen Systems Österreichs, Wien 1997, ISBN 978-3214059675.

### Beiträge in Fachjournalen (Auswahl)
- Volkmar Lauber, Staffan Jacobsson, The politics and economics of constructing,contesting and restricting socio-political space for renewables – The German Renewable Energy Act. In: Environmental Innovation and Societal Transitions (2015), doi:10.1016/j.eist.2015.06.005.
- Aviel Verbruggen, Volkmar Lauber, Assessing the performance of renewable electricity support instruments. In: Energy Policy 45, (2012), 635–644, doi:10.1016/j.enpol.2012.03.014.
- Volkmar Lauber, The European Experience with Renewable Energy Support Schemes and Their Adoption: Potential Lessons for Other Countries. In: Renewable Energy Law and Policy Review 2, (2011), 121–133.
- Volkmar Lauber, Elisa Schenner, The Struggle over Support Schemes for Renewable Electricity in the European Union: A Discursive-Institutionalist Analysis. In: Environmental Politics 20, Ausgabe 4, (2011), 508–527, doi:10.1080/09644016.2011.589578.
- Aviel Verbruggen, Volkmar Lauber, Basic concepts for designing renewable electricity support aiming at a full-scale transition by 2050. In: Energy Policy, 37, Ausgabe 12 (2009), 5732–5743, doi:10.1016/j.enpol.2009.08.044.
- Staffan Jacobsson, Anna Bergek, Dominique Finon, Volkmar Lauber, Catherine Mitchell, David Toke, Aviel Verbruggen, EU Renewable Energy Support Policy: Faith or Facts?. In: Energy Policy 37, Ausgabe 6, (2009), 2143–2146, doi:10.1016/j.enpol.2009.02.043.
- Volkmar Lauber, Staffan Jacobsson, The politics and policy of energy system transformation – explaining the German diffusion of renewable energy technology. In: Energy Policy 34, Ausgabe 3, (2006) 256–276, doi:10.1016/j.enpol.2004.08.029.
- Volkmar Lauber, REFIT and RPS: options for a harmonised Community framework. In: Energy Policy 32, Ausgabe 12, (2004), 1405–1414, doi:10.1016/S0301-4215(03)00108-3.
- Volkmar Lauber, Changing Priorities in Austrian Economic Policy, In: West European Politics 15, Ausgabe 1 (1992), 147–172.